# Neolucanus castanopterus castanopterus
Neolucanus castanopterus castanopterus es una subespecie de coleóptero de la familia Lucanidae.

## Distribución geográfica
Habita en Uttar Pradesh, Sikkim, Darjeeling,  Assam, Naga, Bután y Nepal.